# Acanella furcata
Acanella furcata is een zachte koraalsoort uit de familie Isididae. De koraalsoort komt uit het geslacht Acanella. Acanella furcata werd in 1929 voor het eerst wetenschappelijk beschreven door Thomson. 